# Klaus Müller
Klaus Müller (Dresda, 26 gennaio 1953) è un ex calciatore tedesco orientale dal 1990 tedesco, di ruolo centrocampista.

## Carriera

### Club
Ha giocato per tutta la carriera nella prima divisione della Germania Est.
In carriera ha giocato 10 partite in Coppa dei Campioni e 2 partite in Coppa UEFA.

### Nazionale
Nel 1976 ha giocato 2 partite in nazionale (un'amichevole ed una partita valevole per le qualificazioni ai Mondiali del 1978).

## Statistiche

### Cronologia presenze e reti in nazionale
| Cronologia completa delle presenze e delle reti in nazionale ― Germania Est | Cronologia completa delle presenze e delle reti in nazionale ― Germania Est | Cronologia completa delle presenze e delle reti in nazionale ― Germania Est | Cronologia completa delle presenze e delle reti in nazionale ― Germania Est | Cronologia completa delle presenze e delle reti in nazionale ― Germania Est | Cronologia completa delle presenze e delle reti in nazionale ― Germania Est | Cronologia completa delle presenze e delle reti in nazionale ― Germania Est | Cronologia completa delle presenze e delle reti in nazionale ― Germania Est |
| Data                                                                        | Città                                                                       | In casa                                                                     | Risultato                                                                   | Ospiti                                                                      | Competizione                                                                | Reti                                                                        | Note                                                                        |
| --------------------------------------------------------------------------- | --------------------------------------------------------------------------- | --------------------------------------------------------------------------- | --------------------------------------------------------------------------- | --------------------------------------------------------------------------- | --------------------------------------------------------------------------- | --------------------------------------------------------------------------- | --------------------------------------------------------------------------- |
| 27/10/1976                                                                  | Sliven                                                                      | Bulgaria                                                                    | 0 – 4                                                                       | Germania Est                                                                | Amichevole                                                                  | -                                                                           |                                                                             |
| 17/11/1976                                                                  | Dresda                                                                      | Germania Est                                                                | 1 – 1                                                                       | Turchia                                                                     | Qual. Mondiali 1978                                                         | -                                                                           |                                                                             |
| Totale                                                                      |                                                                             | Presenze                                                                    | 2                                                                           |                                                                             | Reti                                                                        | 0                                                                           |                                                                             |

## Palmarès

### Club

#### Competizioni nazionali
- Campionato tedesco orientale: 4

Dinamo Dresda: 1972-1973, 1975-1976, 1976-1977, 1977-1978
- Coppa della Germania Est: 1

Dinamo Dresda: 1975-1976